# Rupert Keegan
Rupert Keegan (ur. 28 lutego 1955 roku w Westcliff-on-Sea w Esseksie, zm. 23 września 2024) – brytyjski kierowca wyścigowy. W Formule 1 zadebiutował w Grand Prix Hiszpanii w 1977 roku w zespole March Grand Prix Team.

## Wyniki w Formule 1
| Legenda oznaczeń w tabelach wyników Wyświetl szablon na nowej stronie | Legenda oznaczeń w tabelach wyników Wyświetl szablon na nowej stronie                                                                     |
| Oznaczenie                                                            | Wyjaśnienie |
| --------------------------------------------------------------------- | --- |
| Złoty                                                                 | Zwycięzca lub mistrzostwo |
| Srebrny                                                               | 2. miejsce lub wicemistrzostwo |
| Brązowy                                                               | 3. miejsce lub II wicemistrzostwo |
| Zielony                                                               | Ukończył, punktował (w klasyfikacji generalnej, gdy zdobył co najmniej jeden punkt na przestrzeni sezonu, poza trzema powyższymi opcjami) |
| Niebieski                                                             | Ukończył, nie punktował (w klasyfikacji generalnej, gdy nie zdobył co najmniej jednego punktu na przestrzeni sezonu)                      |
| Czerwony                                                              | Nie zakwalifikował się (NZ) |
| Czerwony                                                              | Nie prekwalifikował się (NPK) |
| Różowy                                                                | Nie ukończył (NU) |
| Różowy                                                                | Niesklasyfikowany (NS) (w klasyfikacji generalnej, gdy nie został sklasyfikowany w żadnym wyścigu sezonu)                                 |
| Czarny                                                                | Zdyskwalifikowany (DK) |
| Czarny                                                                | Wykluczony (WYK/EX) |
| Biały                                                                 | Nie wystartował (NW) |
| Biały                                                                 | Kontuzjowany (K/INJ) |
| Biały                                                                 | Wyścig odwołany (OD/C) |
| Bez koloru                                                            | Został wycofany (WYC/WD) |
| Bez koloru                                                            | Nie przybył (NP/DNA) |
| Bez koloru                                                            | Nie brał udziału w treningach (NT/DNP) |
| Bez koloru                                                            | Nie został zgłoszony (–) |
| Pogrubienie                                                           | Start z pole position |
| Kursywa                                                               | Najszybsze okrążenie wyścigu |
| †                                                                     | Nie ukończył, ale jego rezultat został zaliczony ze względu na przejechanie więcej niż 90% dystansu wyścigu.                              |
| *                                                                     | Sezon w trakcie |
| 1/2/3                                                                 | Punktowana pozycja w sprincie kwalifikacyjnym                                                                                             |
| Lista systemów punktacji Formuły 1                                    | |

| Rok  | Zespół                         | Bolid         | Silnik           | Wyniki w poszczególnych eliminacjach | Wyniki w poszczególnych eliminacjach | Wyniki w poszczególnych eliminacjach | Wyniki w poszczególnych eliminacjach | Wyniki w poszczególnych eliminacjach | Wyniki w poszczególnych eliminacjach | Wyniki w poszczególnych eliminacjach | Wyniki w poszczególnych eliminacjach | Wyniki w poszczególnych eliminacjach | Wyniki w poszczególnych eliminacjach | Wyniki w poszczególnych eliminacjach | Wyniki w poszczególnych eliminacjach | Wyniki w poszczególnych eliminacjach | Wyniki w poszczególnych eliminacjach | Wyniki w poszczególnych eliminacjach | Wyniki w poszczególnych eliminacjach | Wyniki w poszczególnych eliminacjach | Punkty | Pozycja |
| ---- | ------------------------------ | ------------- | ---------------- | ------------------------------------ | ------------------------------------ | ------------------------------------ | ------------------------------------ | ------------------------------------ | ------------------------------------ | ------------------------------------ | ------------------------------------ | ------------------------------------ | ------------------------------------ | ------------------------------------ | ------------------------------------ | ------------------------------------ | ------------------------------------ | ------------------------------------ | ------------------------------------ | ------------------------------------ | ------ | ------- |
| 1977 | Penthouse Rizla Racing         | Hesketh 308E  | Ford Cosworth V8 | ARG                                  | BRA                                  | RPA                                  | USW                                  | ESP                                  | MON                                  | BEL                                  | SWE                                  | FRA                                  | GBR                                  | GER                                  | AUT                                  | HOL                                  | ITA                                  | USA                                  | KAN                                  | JPN                                  | 0      | 22      |
| 1977 | Penthouse Rizla Racing         | Hesketh 308E  | Ford Cosworth V8 | -                                    | -                                    | -                                    | -                                    | NU                                   | 12                                   | NU                                   | 13                                   | 10                                   | NU                                   | NU                                   | 7                                    | NU                                   | 9                                    | 8                                    | NU                                   | -                                    | 0      | 22      |
| 1978 |                                |               |                  | ARG                                  | BRA                                  | RPA                                  | USW                                  | MON                                  | BEL                                  | ESP                                  | SWE                                  | FRA                                  | GBR                                  | GER                                  | AUT                                  | HOL                                  | ITA                                  | USA                                  | KAN                                  |                                      | 0      | 30      |
| 1978 | Team Surtees                   | Surtees TS19  | Ford Cosworth V8 | NU                                   | NU                                   | NU                                   | NW                                   | NU                                   | NZ                                   |                                      |                                      |                                      |                                      |                                      |                                      |                                      |                                      |                                      |                                      |                                      | 0      | 30      |
| 1978 | Team Surtees                   | Surtees TS20  | Ford Cosworth V8 |                                      |                                      |                                      |                                      |                                      |                                      | 11                                   | NZ                                   | NU                                   | NZ                                   | NZ                                   | NZ                                   | NW                                   | -                                    | -                                    | -                                    |                                      | 0      | 30      |
| 1980 | RAM Penthouse Rizla Racing     | Williams FW07 | Ford Cosworth V8 | ARG                                  | BRA                                  | RPA                                  | USW                                  | BEL                                  | MON                                  | FRA                                  | GBR                                  | GER                                  | AUT                                  | HOL                                  | ITA                                  | KAN                                  | USA                                  |                                      |                                      |                                      | 0      | 24      |
| 1980 | RAM Penthouse Rizla Racing     | Williams FW07 | Ford Cosworth V8 | -                                    | -                                    | -                                    | -                                    | -                                    | -                                    | -                                    | 11                                   | NZ                                   | 15                                   | NZ                                   | 11                                   | NZ                                   | 9                                    |                                      |                                      |                                      | 0      | 24      |
| 1982 | Rothmans March Grand Prix Team | March 821     | Ford Cosworth V8 | RPA                                  | BRA                                  | USZ                                  | SMR                                  | BEL                                  | MON                                  | USW                                  | KAN                                  | HOL                                  | GBR                                  | FRA                                  | GER                                  | AUT                                  | SWI                                  | ITA                                  | LSV                                  |                                      | 0      | 33      |
| 1982 | Rothmans March Grand Prix Team | March 821     | Ford Cosworth V8 | -                                    | -                                    | -                                    | -                                    | -                                    | -                                    | -                                    | -                                    | -                                    | NZ                                   | NU                                   | NU                                   | NZ                                   | 12                                   | -                                    | -                                    |                                      | 0      | 33      |